# Dacnomys millardi
Il ratto di Millard (Dacnomys millardi Thomas, 1916) è l'unica specie del genere Dacnomys (Thomas, 1916), diffusa nel Subcontinente indiano, Cina e Indocina.

## Etimologia
Il termine generico deriva dal verbo greco δαγκώσει, ovvero mordere, e dal suffisso -mys, relativo alle forme simili ai topi. Il termine specifico invece ha origine dal cognome di Walter Samuel Millard, naturalista britannico e segretario onorario della Bombay Natural History Society.

## Descrizione

### Dimensioni
Roditore di grandi dimensioni, con lunghezza del corpo tra 228 e 290 mm, la lunghezza della coda tra 325 e 335 mm, la lunghezza del piede tra 50 e 56 mm e la lunghezza delle orecchie tra 25 e 29 mm.

### Caratteristiche craniche e dentarie
Il cranio è grande, allungato e sottile, con solchi sopra-orbitali ben sviluppati e la bolla timpanica molto piccola. Il palato è lungo. I fori palatali sono allungati. I piatti zigomatici sono sottili. Le radici dentarie mascellari sono lunghe, i molari sono molto grandi ed ipsodonti. Gli incisivi superiori sono arancioni, ortodonti e lisci.
Sono caratterizzati dalla seguente formula dentaria:

### Aspetto
La pelliccia è corta e fine. Le parti dorsali sono bruno-olivastre striate di nero e cosparse di peli giallastri, i fianchi sono alquanto più chiari, mentre le parti ventrali sono marroni chiare. La testa è più grigiastra del corpo. Le orecchie sono di normali dimensioni e brunastre. Il dorso delle zampe è marrone, mentre le dita sono biancastre. I cuscinetti plantari sono grandi e arrotondati. Il quinto dito del piede, privo dell'artiglio, raggiunge l'estremità della prima falange del quarto dito. La coda è più lunga della testa e del corpo, è uniformemente marrone scura, ha circa 10 anelli di scaglie per centimetro, ed è finemente ricoperta di peli. Le femmine hanno due paia di mammelle pettorali e due paia inguinali.

## Biologia

### Comportamento
È una specie prevalentemente notturna.

## Distribuzione e habitat
Questa specie è diffusa nel Subcontinente indiano, Cina e Indocina.
Vive nelle foreste umide sempreverdi primarie tropicali e subtropicali tra i 1.050 e 3.000 metri di altitudine. 

## Tassonomia
Sono state riconosciute 3 sottospecie:
- D.m.millardi: Nepal orientale e Sikkim;
- D.m.ingens (Osgood, 1932): Myanmar settentrionale, la provincia cinese dello Yunnan meridionale e occidentale e le aree adiacenti del Laos e del Vietnam;
- D.m.wroughtoni (Thomas, 1922): stati indiani del West Bengal, Arunachal Pradesh e Assam.

## Conservazione
Nonostante il vasto areale, sono stati catturati pochi esemplari e poco si sa del proprio habitat e delle dimensioni della popolazione.
La IUCN Red List pertanto classifica D.millardi come specie con dati insufficienti (DD).